# Георгиос Теохарис
Георгиос Йоану Теохарис (на гръцки: Γεώργιος Ιωάννου Θεοχάρης) е гръцки търговец и общественик от XVIII - XIX век. Баща е на политика Николаос Теохарис.

## Биография
Теохарис е роден в 1758 година в западномакедонския град Костур, който тогава е в Османската империя в семейството на лекаря Йоанис Теохарис.
Установява се във Виена със семейството си, където се занимава получава австрийско поданство. Учи счетоводство във Виена и се занимава с търговия на бижута, памук и тютюн.
Сътрудничи на Ригас Велестинлис, но при разкриването на революционния комитет, тъй като е австрийски гражданин, не е предаден от австрийските власти на османците, а е изгонен и се установява в Лайпциг.
В Лайпциг работи с брата на Панайотис Папанаум Константинос. От там финансира гръцкото въстание. След създаването на новата гръцка държава е назначен за неин консул в Лайпциг.